# Lindsay Owen-Jones

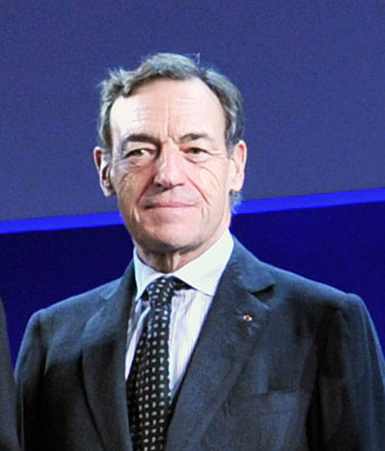
Lindsay Owen-Jones 2010

Sir Lindsay Harwood Owen-Jones KBE (* 17. März 1946 in Wallasey) ist ein ehemaliger britischer Automobilrennfahrer walisischer Abstammung und ehemaliger Vorstandsvorsitzender des Kosmetikkonzerns L’Oréal.

## Leben
Owen-Jones studierte zunächst Literatur am Worcester College in Oxford und begann schon 1969 als Außendienstmitarbeiter für L’Oréal zu arbeiten. In den 1980er Jahren stieg er vom Verkäufer in die Vorstandsetage des Weltkonzerns auf, dessen Vorstandsvorsitzender er 1988 wurde und bis 2011 blieb. Unter seiner Führung entstand aus dem europäischen Kosmetikunternehmen, dessen Produkte nur in Europa und den USA erhältlich waren, der angesprochene Weltkonzern, der heute seine Waren bis nach China vertreibt.
Owen-Jones saß im Aufsichtsrat von BNP-Paribas und des Pharmakonzerns Sanofi-Aventis. Diese Tätigkeit übt er auch bei Air Liquide aus. 2002 wurde er von der spanischen Fachzeitung Futuro zu „Europas bestem Manager“ gewählt. 2005 ernannte ihn der damalige französische Außenminister zu einem Kommandeur der Ehrenlegion, um seine Verdienste für Frankreichs Wirtschaft zu honorieren. Im selben Jahr wurde er von Queen Elisabeth II. als Knight Commander des Order of the British Empire zum Ritter geschlagen.
Neben seiner Tätigkeit als Manager war Owen-Jones Motorsportler. Als Sportwagenpilot beteiligte er sich in den 1990er Jahren an nationalen und internationalen Rennen. So war er zwischen 1994 und 1996 dreimal bei den 24 Stunden von Le Mans am Start und erreichte
1996 mit seinen Teamkollegen David Brabham und Pierre-Henri Raphanel auf einem McLaren F1 den fünften Rang in der Gesamtwertung.

## Statistik

### Le-Mans-Ergebnisse
| Jahr | Team              | Fahrzeug             | Teamkollege           | Teamkollege     | Platzierung | Ausfallgrund |
| ---- | ----------------- | -------------------- | --------------------- | --------------- | ----------- | ------------ |
| 1994 | Seikel Motorsport | Porsche 968 Turbo RS | Thomas Bscher         | John Nielsen    | Ausfall     | Unfall       |
| 1995 | GTC Gulf Racing   | McLaren F1 GTR       | Pierre-Henri Raphanel | Philippe Alliot | Ausfall     | Unfall       |
| 1996 | Gulf Racing       | McLaren F1 GTR       | Pierre-Henri Raphanel | David Brabham   | Rang 5      |              |